# Hans R. Camenzind

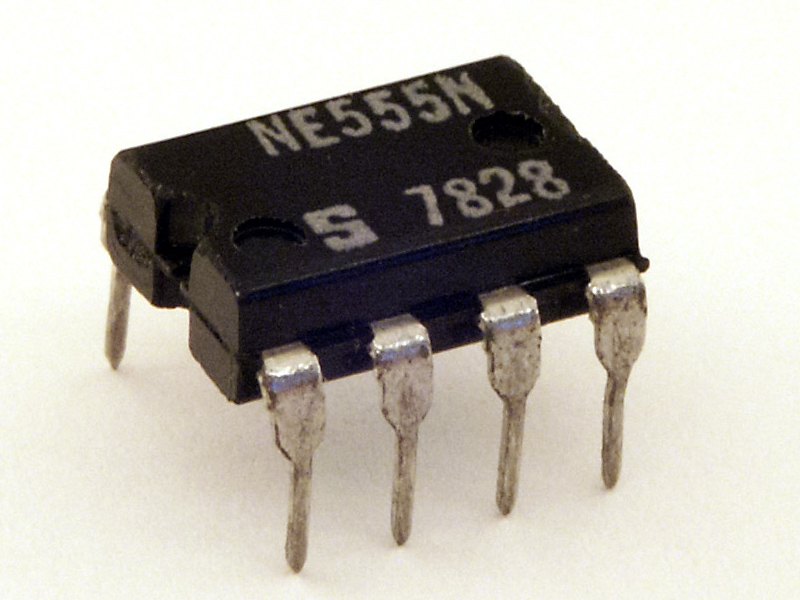
Integrovaný časovač NE555

Hans R. Camenzind (1934 Curych – 8. srpna 2012 USA) byl vynálezce v oboru elektroniky a vývojář integrovaných obvodů. Navrhl komerčně mimořádně úspěšný integrovaný obvod NE555, jehož byla na světě vyrobena miliarda kusů (údaj z roku 2003). Je autorem několika knih a řady odborných článků z oblasti elektroniky.

## Život
Narodil se ve Švýcarsku, ale většinu života prožil ve Spojených státech amerických. Vystudoval Northeastern University a postgraduálně studoval na Santa Clara University, kde získal titul MBA.
Šest let pracoval ve výzkumné laboratoři společnosti P. R. Mallory. Z tohoto období pochází nejvíce jeho vynálezů. Potom pracoval pro společnost Signetics, která se zabývala výrobou polovodičových součástek. Podílel se mj. na vývoji úspěšných integrovaných obvodů NE565 (napětím řízený oscilátor), NE566 (funkční generátor) a NE567 (tónový detektor s fázovým závěsem). Po dvou letech ze společnosti odešel. Vzal si „dovolenou“, aby mohl napsat knihu.
Roku 1970 se vrátil a začal pro společnost pracovat jako konzultant a nezávislý vývojář za odměnu 1200 dolarů měsíčně. V roce 1971 dokončil vývoj integrovaného časovače NE555. Marketingový manažer společnosti bez jakéhokoli průzkumu trhu správně odhadnul široké možnosti tohoto obvodu. Společnost obvod NE555 zanedlouho uvedla na trh, kde se setkal s velkým úspěchem.
V roce 1971 Camenzind založil vlastní společnost InterDesign a pokračoval se spolupráci se společností Signetics. Po sedmi letech InterDesign prodal a založil novou společnost ArrayDesign, která působí v oblasti vývoje integrovaných obvodů.
Hans R. Camenzind zemřel ve spánku dne 8. srpna 2012 ve věku 78 let.

## Knihy
- Circuit design for integrated electronics (1968)
- Electronic integrated systems design (1972)
- Designing Analog Chips (2005), zdarma ke stažení na designinganalogchips.com
- Much Ado About Almost Nothing (2007)